# Elisabetta
Elisabetta ist ein weiblicher Vorname. 

## Herkunft und Bedeutung
Elisabetta ist eine in Italien verbreitete Variante des Vornamens Elisabeth.

## Namensträgerinnen
- Elisabetta Biavaschi (* 1973), italienische Skirennläuferin
- Elisabetta Canalis (* 1978), italienisches Model und Schauspielerin
- Elisabetta De Luca (* 1969), italienisch-österreichische Autorin
- Elisabetta Fantone (* 1982), kanadische Schauspielerin und Künstlerin
- Elisabetta Farnese (1692–1766), Königin von Spanien
- Elisabetta Perrone (* 1968), italienische Geherin
- Elisabetta Pilotti Schiavonetti (* um 1685–1742), italienische Opernsängerin, Händel-Interpretin
- Elisabetta Rocchetti (* 1975), italienische Schauspielerin
- Elisabetta Sirani (1638–1665), italienische Malerin